# Xã Hagener, Quận Cass, Illinois
Xã Hagener (tiếng Anh: Hagener Township) là một xã thuộc quận Cass, tiểu bang Illinois, Hoa Kỳ. Năm 2010, dân số của xã này là 381 người.